# Susan Leithoff
Susan Leithoff (* 21. Juni 1979 in Frankenberg/Sa.) ist eine deutsche Rechtsanwältin und Politikerin (CDU). Sie ist seit 2019 Mitglied des Sächsischen Landtags.

## Ausbildung, Beruf und Privates
Susan Leithoff legte 1998 das Abitur ab und machte eine Ausbildung als Verwaltungsfachangestellte bei der Stadt Chemnitz, die sie 2001 abschloss. Danach studierte sie Rechtswissenschaften an der TU Dresden und der Universität Leipzig und legte 2005 das erste und 2008 das zweite Juristische Staatsexamen ab. Anschließend arbeitete Leithoff zunächst als Leiterin der Vergabestelle der TU Bergakademie Freiberg. 2009 wurde sie juristische Mitarbeiterin in einer überörtlichen, mittelständischen Rechtsanwaltskanzlei, wechselte dann 2011 zur Bundesagentur für Arbeit, bei der sie für die Regionaldirektion Mittelsachsen als Betreuerin für Personalrecht fungierte. Seit 2012 ist sie wieder als zugelassene Rechtsanwältin tätig und seit 2014 selbständig in einer eigenen Kanzlei in Chemnitz. Sie wirkt darüber hinaus als Dozentin für Arbeitsrecht am Studieninstitut für Kommunale Verwaltung Südsachsen.
Sie lebt in Oederan, ist evangelisch-lutherischer Konfession, verheiratet und hat ein Kind.

## Ehrenamtliches Engagement
Susan Leithoff ist Mitglied des Stadtrates in Oederan und dort Mitglied des Verwaltungsausschusses und des Sozial- und Kulturausschusses. Sie ist des Weiteren stellvertretende Ortsvorsteherin und Mitglied des Ortschaftsrates des Oederaner Ortsteils Schönerstadt.

## Politisches Wahlamt
Bei der Landtagswahl in Sachsen 2019 gewann sie den Wahlkreis Mittelsachsen 1 mit 35,0 Prozent der Stimmen und wurde in den Sächsischen Landtag gewählt. Auf der Landesliste der CDU hatte sie Platz 16 belegt. Im Landtag ist sie stellvertretende Vorsitzende des Ausschusses für Schule und Bildung, Mitglied im Ausschuss für Verfassung und Recht, Demokratie, Europa und Gleichstellung sowie Mitglied im Untersuchungsausschuss „Wahlaufstellungsversagen der AfD“. Seit 2020 ist sie zudem stellvertretende Vorsitzende der CDU-Fraktion im Landtag.
Zur Landtagswahl in Sachsen 2024 trat sie im Wahlkreis Mittelsachsen 2 an und konnte hier 35,6 % der Erststimmen erringen, lag damit aber hinter der Mitbewerberin der AfD. Sie zog jedoch über Platz 4 der sächsischen Landesliste erneut in den Sächsischen Landtag ein.

## Belege
1. ↑  Landtagswahl Sachsen 2019 Ergebnisse Wahlkreis Mittelsachsen 1. In: tagesschau.de. Abgerufen am 5. September 2019.
2. ↑  Wahlergebnis auf der Website des Landeswahlleiters
3. ↑  Landesliste auf der Website der CDU Sachsen

| Personendaten    | Personendaten                              |
| ---------------- | ------------------------------------------ |
| NAME             | Leithoff, Susan                            |
| KURZBESCHREIBUNG | deutsche Politikerin (CDU), MdL in Sachsen |
| GEBURTSDATUM     | 21. Juni 1979                              |
| GEBURTSORT       | Frankenberg/Sa.                            |